# Никола Ристановски
Никола Ристановски (Острава, 23. јануар 1969) македонски је позоришни, филмски, телевизијски и гласовни глумац.

## Биографија
Рођен је 23. јануара 1969. у Острави, данашња Чешка, а кад је имао 10 година, с породицом се преселио у Тетово. У средњој школи био је члан драмске секције. Тада је, на наговор професорке Наде Гешоске, учествовао на такмичењу у Осијеку, где су играли представу „Злочин и казна” Достојевског и освојили прву награду жирија, који је предводио Фабијан Шоваговић. Вођен тим успехом, Ристановски је одлучио да студира глуму, али је три пута одбијен на пријемном испиту. Дипломирао је на Факултету драмских уметности Универзитета „Св. Ћирила и Методија” у Скопљу, на одсеку глуме у класи професора Владимира Милчина, 1993. године. Од 1994. године ради у Македонском народном позоришту у Скопљу, где има статус првака. Осим на матичној сцени, наступа и на позоришним сценама широм Северне Македоније и ван земље. Игра и у Народном позоришту у Београду. Ристановски је најнаграђиванији македонски глумац, са великим бројем награда добијених и за представе произведене ван земље. Бави се и синхронизацијом цртаних филмова и серија на српски и македонски језик за студио Кларион. Ожењен је професорком музике Емилијом Ристановском, с којом има две ћерке.

## Филмографија
| Год.   | Назив                                 | Улога                |
| ------ | ------------------------------------- | -------------------- |
| 1990-е |                                       |                      |
| 1991.  | Еурека                                |                      |
| 1993.  | Светло сиво                           | Ринго                |
| 1993.  | Крик на немиот индијанец              |                      |
| 1993.  | Еурека                                | Млади Алберт Швајцер |
| 1994.  | Прекалени                             | Димитар Миладинов    |
| 1994.  | Еурека                                | Хорист 2             |
| 1995.  | Уа, шнајдери                          |                      |
| 1997.  | Македонски народни приказни           |                      |
| 1997.  | Преку езерото                         | Константин           |
| 1998.  | Буре барута                           | Борис                |
| 1998.  | Збогум на двадесетиот век             | Кузман               |
| 2000-е |                                       |                      |
| 2003.  | Едно од лицата на смртта              |                      |
| 2005.  | Обични луѓе                           | Никола               |
| 2006.  | Стрмоглави                            | Кец                  |
| 2007.  | Превртено                             | Петар                |
| 2009.  | Роде у магли                          | Шприцер              |
| 2009.  | Јесен у мојој улици                   | Коцкар               |
| 2010-е |                                       |                      |
| 2010.  | Монтевидео, Бог те видео!             | Бугарски функционер  |
| 2011.  | Ова не е американски филм             | Сценариста           |
| 2011.  | Мали љубавни бог                      | Никола               |
| 2011.  | Монтевидео, Бог те видео! (ТВ серија) | Бугарски функционер  |
| 2012.  | Зверињак                              | Петар                |
| 2013.  | Изгубени Германци                     | Кристијан            |
| 2013.  | Балканот не е мртов                   | Осман бег            |
| 2014.  | Косач                                 | Крешо                |
| 2014.  | До балчака                            | Цветко               |
| 2014.  | Враћање                               | Ђанкарло             |
| 2015.  | Медена ноћ                            | Никола Спиров        |
| 2016.  | Ослобођење Скопља                     | Трендафилов          |
| 2016.  | Амок                                  | Горан                |
| 2016.  | Игла испод прага                      | Петар                |
| 2017.  | Врати се Зоне                         | Хаџи Замфир          |
| 2017.  | На терапија                           | др Виктор Терзиев    |
| 2017.  | Сенке над Балканом                    | др Арчибалд Рајс     |
| 2018.  | Јутро ће променити све                | Коља                 |
| 2019.  | Пет                                   | Дане                 |
| 2019.  | Група                                 | Филип                |
| 2019.  | Екипа                                 | Отац                 |
| 2020-е |                                       |                      |
| 2020.  | Име народа                            | Јаша Томић старији   |
| 2021.  | Једини излаз (филм)                   | Виктор Колар         |
| 2021.  | Једини излаз (ТВ серија)              | Виктор Колар         |
| 2022.  | Нећеш бити сама                       | Милан                |
| 2023.  | Убице мог оца                         | Арбен Цурнај         |
| 2023.  | Посета (ТВ серија)                    | Благоје              |
| 2023.  | Живи и здрави                         | стриц                |
| 2024.  | Образ (филм)                          | Плехнари             |
| 2024.  | Међу боговима                         | Жика                 |
| 2024.  | Што се боре мисли моје (ТВ серија)    | стари Марко Кошарић  |
| 2025.  | Константиново раскршће (ТВ серија)    |                      |
| 2025.  | Емил врати се                         |                      |
| 2025.  | Мајка (филм)                          | отац Фридрих         |

## Улоге у српским синхронизацијама
| Цртани филм                               | Улога                                  |
| ----------------------------------------- | -------------------------------------- |
| Анималија (Кларион)                       | Ливингстон                             |
| Барби и Крцко Орашчић (Кларион)           | Краљ мишева, Капетан Кенди             |
| Барби као Златокоса (Кларион)             | Хоби, Хуго                             |
| Барби: Лабудово језеро (Кларион)          | Ротбарт                                |
| Барби као принцеза и просјакиња (Кларион) | Преминџер                              |
| Барби и дијаманстки дворац (Кларион)      | Слајдер, Џереми                        |
| Барби у Божићној причи (Кларион)          | Фреди                                  |
| Барби и три мускетара (Кларион)           | Филип, Брутус                          |
| Барби у причи о сирени (Кларион)          | Брек Самерс                            |
| Барби: Марипоза и кристални вилењаци      | Борис                                  |
| Емили Џоли                                | споредни ликови                        |
| Јеж Алфред на задатку                     | споредни ликови                        |
| Јакари (Кларион)                          | Мали Гром                              |
| Кају (сезона 5)                           | Тата (Борис), Лео итд.                 |
| Камелот                                   | Мерлин, Сер Болдрик итд.               |
| Ленин ранч (Кларион)                      | Анђело, Ленин отац, разни мушки ликови |
| Мађарске народне приче (Кларион)          | Наратор                                |
| Мајмун види, мајмун ради (сезона 1)       | Мајмун, уводна шпица                   |
| Мала принцеза (Кларион)                   | разни ликови                           |
| Мала сирена                               | споредни ликови                        |
| Мали џин                                  | споредни ликови                        |
| Марта — пас који говори (Кларион)         | Берни                                  |
| Мис Спајдер и дечица из Сунчане долине    | споредни ликови                        |
| Мистерије госпође Малард                  | споредни ликови                        |
| Морске принцезе                           | Марсело                                |
| Палчица                                   | споредни ликови                        |
| Пустоловине са браћом Крет (Кларион)      | Гурман                                 |
| Ратник Кишна Кап                          | Флемо, Генерал Бу                      |
| Рори - тркачки ауто (Кларион)             | Приповједач                            |
| Радознали Џорџ (Кларион)                  | Мајк, наратор                          |
| Редвол                                    |                                        |
| Трансформерси: Робо спасиоци              | Хитвејв, Оптимус Прајм                 |
| Френклин                                  | споредни ликови                        |
| Хорсленд (Кларион)                        | Бејли, Чили, Шеф                       |
| Чаробне клизаљке за Хокеј                 | Зак, Роки итд.                         |
| Чаробне зубне виле                        | споредни ликови                        |
| Чаробница Лили                            | споредни ликови                        |

## Награде
- Награда гран при за најбољу мушку улогу на 18. Међународном фестивалу глумца, Никшић, 2022.
- Награда за главну мушку улогу за улогу др Томаса Стокмана у представи „Народни непријатељ”, на фестивалу „Нови Тврђава театар” 2022.
- Награда „Златни делфин” за најбољег глумца у оквиру „Босфор филм фестивала” у Истанбулу (за улогу у филму „Игла испод прага”), 2016.
- Награда за најбољег глумца за улогу Молијера у представи „Живот Молијера” на фестивалу „Пургаторије”, Тиват, 2015.
- Награда за најбољег глумца, за улогу Иванова, у представи „Иванов”, на 25. Међународном позоришном фестивалу класике „Вршачка позоришна јесен”
- Награда „Ристо Шишков” за најбоље глумачко остварење (Молијер), Фестивал „Ристо Шишков”, Струмица 2012.
- Награда „Вељко Маричић” за најбољу мушку улогу (Грит - „Нигде никог немам”, 2005), (Ахмед Нурудин - „Дервиш и смрт” 2010), (Леоне - „Глембајеви”, 2011) и (Молијер - „Молијер”, 2013) на Међународном фестивалу малих сцена у Ријеци, 2011.
- Стеријина награда за глумачко остварење, (Ахмед Нурудин - „Дервиш и смрт”) 2009.
- Награда за најбоље глумачко остварење, (Ахмед Нурудин) Театарфест „Петар Кочић” Бањалука, 2009.
- Награда за најбољег глумца, (Ахмед Нурудин), Јоакимфест, Крагујевац 2009.
- Награда Зоран Радмиловић за најбољег глумца Фестивала „Дани Зорана Радмиловића”, Зајечар 2009. (Ахмед Нурудин)
- Награда Раша Плаовић за најбоље глумачко остварење на београдским сценама у сезони 2008/2009. (Ахмед Нурудин)
- Награда за најбоље глумачко остварење, (Ахмед Нурудин) VIII Фестивал Босанскохерцеговачке драме, Зеница 2009.
- Глумац године у Македонији, 2006.
- „Златни ловоров венац”, (Дон Жуан), МЕСС Сарајево, 2006.
- Награда за најбољег глумца у Црној Гори за улогу Грита у представи „Никаде никого немам”, 2003.
- Најбољи глумац на Националном фестивалу Македоније „Војдан Чернодрински”, 1993, 1997, 1998, 2006, 2012. и 2016. године
- Награда за глумца године „Златна Бубамара популарности”, 1998, 2005. 2006. и 2010.
- Награда за најбољег глумца листа „Екран” за улогу Лопахина у представи „Вишновата градина”, 1998.
- Глумац године (Јермолај Алексејевич Лопахин), 1998.
- „Златна маска” за најбољу глумачку улогу на Фестивалу „Охридско лето” 1994. (Раскољников)